# Priacma serrata
Priacma serrata (лат.) — вид жуков из семейства лакомки. Это единственный не вымерший вид в роде Priacma. Обитают в западной части Северной Америки.
Представители этого вида живут в хвойных лесах и встречаются под рыхлой корой деревьев. Вид демонстрирует половой диморфизм, при этом редко собираемые самки намного крупнее самцов. Размер самцов варьируется от 9.6 до 12.5 мм. Отмечается, что самцов этого вида сильно привлекает запах гипохлорита натрия. Вскрытие взрослых самцов постоянно обнаруживало пустой кишечник с настолько иссохшим пищеварительным трактом в некоторых местах, что никакая пища не могла бы пройти. Предполагают, что появление взрослых особей носит весьма эпизодический характер, при этом большое количество имаго появляется спорадически.